# ジェファーソン郡 (フロリダ州)
ジェファーソン郡（ジェファーソンぐん、英: Jefferson County）は、アメリカ合衆国フロリダ州の北部に位置する郡である。2010年国勢調査での人口は14,761人であり、2000年の12,902人から14.4%増加した。郡庁所在地はモンティチェロ市（人口2,506人）であり、同郡で人口最大の都市でもある。
ジェファーソン郡はタラハシー大都市圏に属している。

## 歴史
ジェファーソン郡は1827年に設立された。郡名は第3代アメリカ合衆国大統領トーマス・ジェファーソン（在任1801年-1809年）に因んで名付けられた。郡庁所在地のモンティチェロは人種的に多様な町である。

### 郡内の砦
- ロジャー・ジョーンズ砦（1839年）[3]
- ノエル砦（1839年-1842年）、テイラー郡のプレザント砦から北西に6マイル (10 km)、第3砦とも呼ばれる
- キャンプ・カーター（1838年）、ウォーキーナ近く
- ウィローニー砦（1838年）、ワシサに近いウィローニー・プランテーションにある開拓者の砦、後にギャンブル砦が建設された
- オーシラ砦（1843年）、ギャンブル砦の南東2マイル (3 km)
- ワシサ砦（1838年）、開拓者の砦

## 地理
アメリカ合衆国国勢調査局に拠れば、郡域全面積は636.65平方マイル (1,648.9 km2)であり、このうち陸地597.74平方マイル (1,548.1 km2)、水域は38.91平方マイル (100.8 km2)で水域率は6.11%である。
ジェファーソン郡はジョージア州とメキシコ湾の双方に接することで、州内唯一の郡である。

### 交通

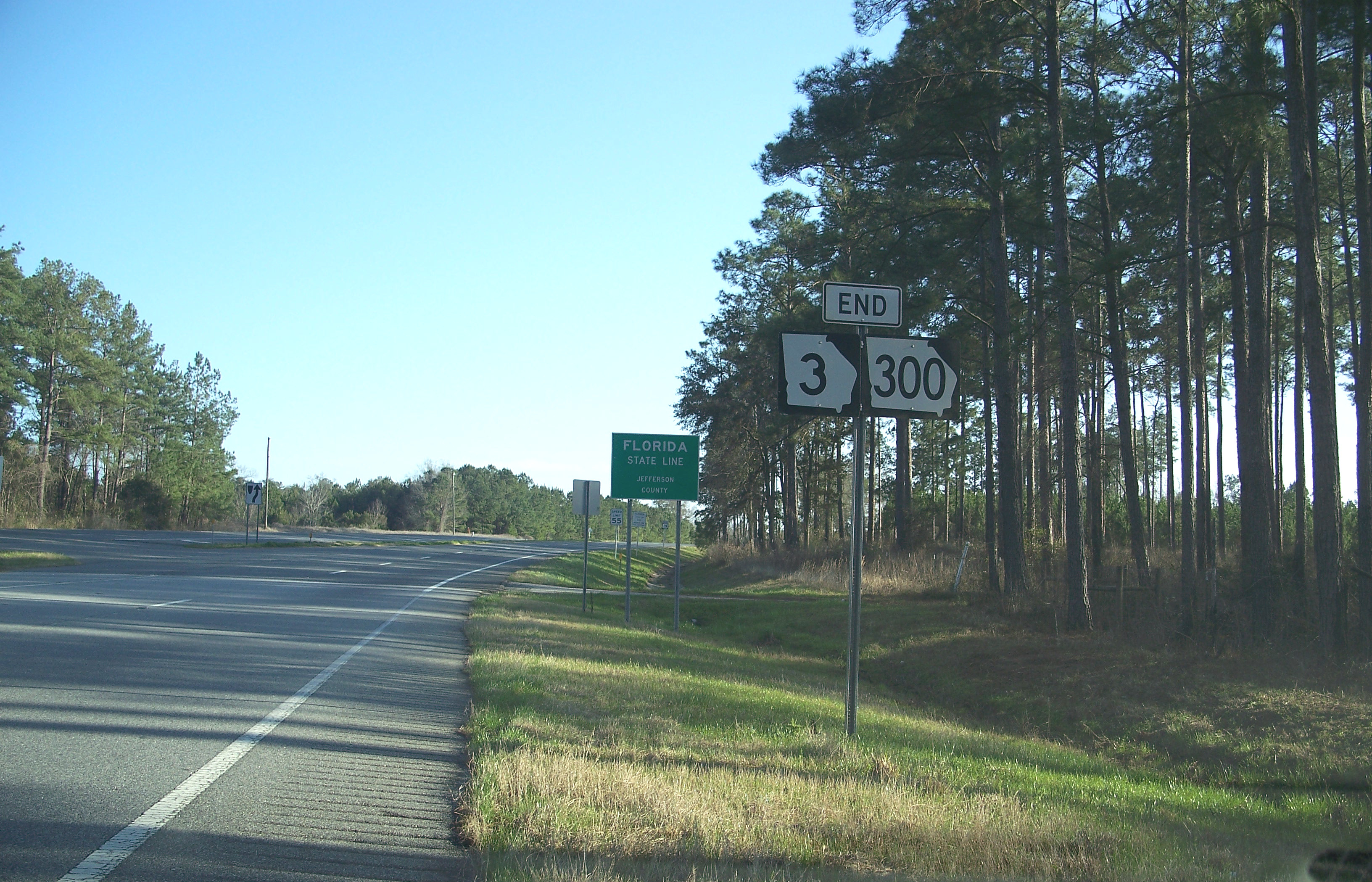
アメリカ国道19号線をジョージア州トーマス郡からジェファーソン郡に入るところ

#### 鉄道
現存する唯一の鉄道はCSXトランスポーテーションであり、2005年まではアムトラックのサンセット・リミテッドが使っていたシーボード・エア・ライン鉄道が所有していた。2006年のハリケーン・カトリーナによってニューオーリンズからの運行が止められた。郡内にアムトラックの停車駅は無かった。

#### 主要高規格道路
- 州間高速道路10号線、郡内を東西に横切る幹線道路、郡内を南北に分けている、郡内にはインターチェンジが3か所ある。
- アメリカ国道19号線
- アメリカ国道27号線
- フロリダ州道59号線
- アメリカ国道90号線、東西方向道路
- アメリカ国道98号線、東西方向路としては最南部
- アメリカ国道221号線、郡東北部を南北に走る
- 旧フロリダ州道259号線

### 隣接する郡
- トーマス郡 (ジョージア州) - 北
- ブルックス郡 (ジョージア州) - 北東
- マディソン郡 - 東
- テイラー郡 - 南東
- ワクラ郡 - 南西
- レオン郡 - 西

### 国立保護地域
- セントマークス国立野生生物保護区（部分）

### 水域
- オーシラ川
- ミコースキー湖
- ワシサ川

## 人口動態
以下は2000年の国勢調査による人口統計データである。
| 基礎データ - 人口: 12,902人 - 世帯数: 4,695 世帯 - 家族数: 3,305 家族 - 人口密度: 8人/km2（22人/mi2） - 住居数: 5,251軒 - 住居密度: 3軒/km2（9軒/mi2） 人種別人口構成 - 白人: 59.27% - アフリカン・アメリカン: 38.34% - ネイティブ・アメリカン: 0.49% - アジア人: 0.30% - 太平洋諸島系: 0.04% - その他の人種: 0.57% - 混血: 1.09% - ヒスパニック・ラテン系: 2.25% | 年齢別人口構成 - 18歳未満: 22.7% - 18-24歳: 8.2% - 25-44歳: 28.9% - 45-64歳: 25.7% - 65歳以上: 14.5% - 年齢の中央値: 39歳 - 性比（女性100人あたり男性の人口） - 総人口: 104.1 - 18歳以上: 104.0 世帯と家族（対世帯数） - 18歳未満の子供がいる: 29.2% - 結婚・同居している夫婦: 51.0% - 未婚・離婚・死別女性が世帯主: 15.1% - 非家族世帯: 29.6% - 単身世帯: 25.2% - 65歳以上の老人1人暮らし: 10.2% - 平均構成人数 - 世帯: 2.53人 - 家族: 3.03人 | 収入と家計 - 収入の中央値 - 世帯: 32,998米ドル - 家族: 40,407米ドル - 性別 - 男性: 26,271米ドル - 女性: 25,748米ドル - 人口1人あたり収入: 17,006米ドル - 貧困線以下 - 対人口: 17.1% - 対家族数: 13.3% - 18歳未満: 21.7% - 65歳以上: 17.0% |

## 都市と町

### 法人化自治体
- モンティチェロ - 郡庁所在地

### 未編入の町

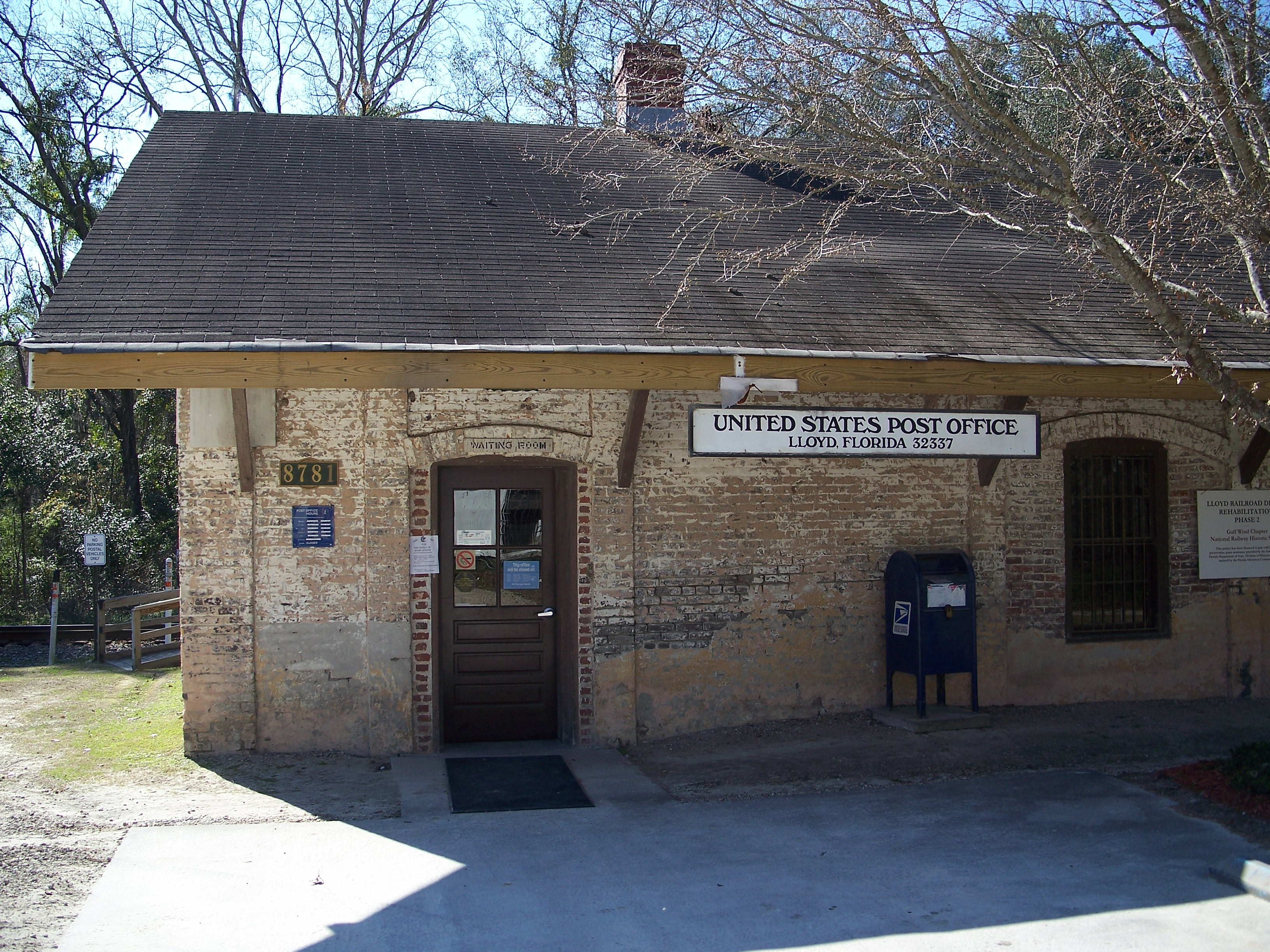
ロイド鉄道旧駅、現在は郵便局

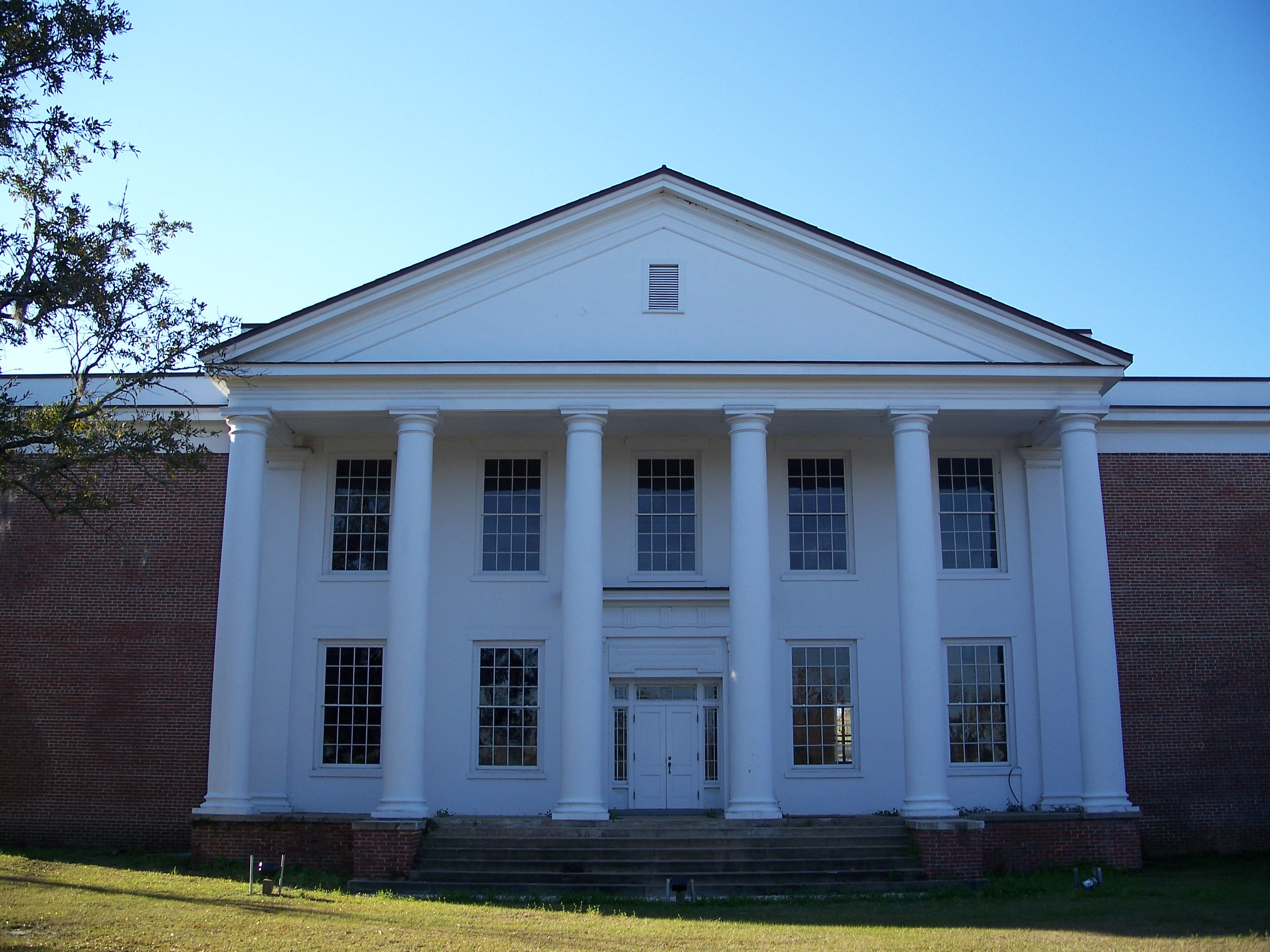
ジェファーソン郡高校

| - アルマ - アシュビル - オーシラ - キャップス - カサブランコ - コディ - ディルズ | - ドリフトン - ファンルー - フェスタス - フィンチャー - ジャロット - ラモント - ライムストーン | - ロイド - ロイス - モンティビラ - ナッシュ - トマスシティ - ワシサ - ウォーキーナ |

## 政治
ジェファーソン郡はフロリダ州のパンハンドル地域では数少ない民主党支持の郡である。
| 年     | 共和党 | 民主党 | その他 |
| ------ | ------ | ------ | ------ |
| 2008年 | 47.6%  | 51.2%  | 1.2%   |
| 2004年 | 44.1%  | 55.3%  | 0.6%   |
| 2000年 | 43.9%  | 53.9%  | 2.2%   |

## 教育
ジェファーソン郡教育学区は歳入欠陥のために「財政緊急事態」を宣言した州内唯一の教育学区である。2009年4月23日、フロリダ州教育省がこの学区の財政監督を行うことになった
。

### 政府関連
- Jefferson County Home Page
- Jefferson County R.J. Bailar Public Library
- Jefferson County Economic Development Council
- Jefferson County Tourist Development Council
- Chamber of Commerce

### Constitutional Offices
- Jefferson County Board of County Commissioners
- Jefferson County Supervisor of Elections
- Jefferson County Property Appraiser
- Jefferson County Sheriff's Office
- Jefferson County Tax Collector

### 特殊地区
- Public School System
  - Jefferson County School District
- Private School System
  - Aucilla Christian Academy
- Suwannee River Water Management District
- Northwest Florida Water Management District

### 司法関連
- Jefferson County Clerk of Courts
- Public Defender, 2nd Judicial Circuit of Florida serving Franklin, Gadsden, Jefferson, Leon, Liberty, and Wakulla counties
- Office of the State Attorney, 2nd Judicial Circuit of Florida
- Circuit and County Court for the 2nd Judicial Circuit of Florida

座標: 北緯30度25分 西経83度54分 / 北緯30.42度 西経83.90度